# Monteleone di Puglia
Monteleone di Puglia község (comune) Olaszország Puglia régiójában, Foggia megyében.

## Fekvése
A Dauniai-szubappenninekben fekszik Campania és Puglia határán.

## Története
A település első említése 1024-ből származik. A következő századokban nemesi családok birtoka volt. Többször is vallási villongások színhelye volt, ugyanis Monteleone befogadta a Nápolyi Királyságban vallásuk miatt üldözötteket. A 19. század elején lett önálló, amikor a királyságban felszámolták a feudalizmust. 

## Népessége
A népesség számának alakulása:

## Főbb látnivalói
- San Giovanni Battista-templom